# David Bingham (calciatore 1989)
David Bingham (Castro Valley, 19 ottobre 1989) è un calciatore statunitense, portiere dello Charlotte FC.

## Biografia
Sua sorella, Kimberly Bingham, è una calciatrice: ha giocato nell'Università statale dell'Arizona prima e nella Nazionale statunitense poi.

## Carriera

### Club

#### San Jose Earthquakes e San Antonio Scorpions
Bingham giocò per la divisione calcistica dei California Golden Bears mentre frequentava l'Università della California - Berkeley. Dopo il SuperDraft 2011 firmò un contratto Generation Adidas con la Major League Soccer: essendo già passato il SuperDraft, fu assegnato ai San Jose Earthquakes tramite lotteria in data 26 gennaio 2011. Debuttò nella Major League Soccer in data 8 ottobre 2011, nella vittoria per 1-2 contro i New England Revolution.
Nel 2014 passa in prestito ai San Antonio Scorpions. L'esordio nella North American Soccer League arrivò il 13 aprile, in occasione della sconfitta casalinga per 0-2 contro il Minnesota United. L’11 gennaio 2018 passa ai Los Angeles Galaxy.

#### Strømmen
L'11 agosto 2014, ultimo giorno del calciomercato norvegese, venne ufficialmente ingaggiato dallo Strømmen: il trasferimento venne annunciato il giorno seguente.

## Statistiche

### Presenze e reti nei club
Statistiche aggiornate al 10 novembre 2024.
| Stagione                     | Club                         | Campionato                   | Campionato | Campionato | Coppe nazionali | Coppe nazionali | Coppe nazionali | Coppe continentali | Coppe continentali | Coppe continentali | Supercoppe | Supercoppe | Supercoppe | Totale | Totale |
| Stagione                     | Club                         | Comp                         | Pres       | Reti       | Comp            | Pres            | Reti            | Comp               | Pres               | Reti               | Comp       | Pres       | Reti       | Pres   | Reti   |
| ---------------------------- | ---------------------------- | ---------------------------- | ---------- | ---------- | --------------- | --------------- | --------------- | ------------------ | ------------------ | ------------------ | ---------- | ---------- | ---------- | ------ | ------ |
| 2011                         | San Jose Earthquakes         | MLS                          | 1          | -1         | USOC            | 0               | 0               | -                  | -                  | -                  | -          | -          | -          | 1      | -1     |
| 2012                         | San Jose Earthquakes         | MLS                          | 3          | -3         | USOC            | 3               | -2              | -                  | -                  | -                  | -          | -          | -          | 6      | -5     |
| 2013                         | San Jose Earthquakes         | MLS                          | 1          | -1         | USOC            | 1               | -1              | CCL                | 3                  | -2                 | -          | -          | -          | 5      | -4     |
| mar. 2014                    | San Jose Earthquakes         | MLS                          | 0          | 0          | USOC            | 0               | 0               | -                  | -                  | -                  | -          | -          | -          | 0      | 0      |
| mar.-giu. 2014               | San Antonio Scorpions        | NASL                         | 8          | -7         | USOC            | 0               | 0               | -                  | -                  | -                  | -          | -          | -          | 8      | -7     |
| giu.-lug. 2014               | San Jose Earthquakes         | MLS                          | 0          | 0          | USOC            | 2               | -2              | -                  | -                  | -                  | -          | -          | -          | 2      | -2     |
| lug.-ago. 2014               | San Antonio Scorpions        | NASL                         | 2          | 0          | USOC            | 0               | 0               | -                  | -                  | -                  | -          | -          | -          | 2      | 0      |
| Totale San Antonio Scorpions | Totale San Antonio Scorpions | Totale San Antonio Scorpions | 10         | -7         |                 | 0               | 0               |                    | -                  | -                  |            | -          | -          | 10     | -7     |
| ago.-dic. 2014               | Strømmen                     | 1D                           | 9          | -18        | CN              | -               | -               | -                  | -                  | -                  | -          | -          | -          | 9      | -18    |
| 2015                         | San Jose Earthquakes         | MLS                          | 34         | -39        | USOC            | 0               | 0               | -                  | -                  | -                  | -          | -          | -          | 34     | -39    |
| 2016                         | San Jose Earthquakes         | MLS                          | 34         | -39        | USOC            | 0               | 0               | -                  | -                  | -                  | -          | -          | -          | 34     | -39    |
| 2017                         | San Jose Earthquakes         | MLS                          | 23         | -35        | USOC            | 0               | 0               | -                  | -                  | -                  | -          | -          | -          | 23     | -35    |
| Totale San Jose Earthquakes  | Totale San Jose Earthquakes  | Totale San Jose Earthquakes  | 91         | -115       |                 | 5               | -5              |                    | 3                  | -2                 |            | -          | -          | 100    | -122   |
| 2018                         | Los Angeles Galaxy           | MLS                          | 34         | -64        | USOC            | 1               | -1              | -                  | -                  | -                  | -          | -          | -          | 35     | -65    |
| 2019                         | Los Angeles Galaxy           | MLS                          | 33+2       | -55+-6     | USOC            | 1               | 0               | -                  | -                  | -                  | LC         | 0          | 0          | 36     | -61    |
| 2020                         | Los Angeles Galaxy           | MLS                          | 15         | -26        | -               | -               | -               | -                  | -                  | -                  | MiB        | 3          | -9         | 18     | -35    |
| 2021                         | Los Angeles Galaxy           | MLS                          | 0          | 0          | -               | -               | -               | -                  | -                  | -                  | -          | -          | -          | 0      | 0      |
| Totale LA Galaxy             | Totale LA Galaxy             | Totale LA Galaxy             | 82+2       | -145+-6    |                 | 2               | -1              |                    | -                  | -                  |            | 3          | -9         | 89     | -161   |
| 2022                         | Portland Timbers             | MLS                          | 2          | -3         | USOC            | 1               | -2              | -                  | -                  | -                  | -          | -          | -          | 3      | -5     |
| 2023                         | Portland Timbers             | MLS                          | 19         | -29        | USOC            | 1               | -4              | -                  | -                  | -                  | LC         | 1          | 0          | 21     | -33    |
| Totale Portland Timbers      | Totale Portland Timbers      | Totale Portland Timbers      | 21         | -32        |                 | 2               | -6              |                    | -                  | -                  |            | 1          | 0          | 24     | -38    |
| 2024                         | Charlotte FC                 | MLS                          | 0          | 0          | -               | -               | -               | -                  | -                  | -                  | LC         | 1          | 0          | 1      | 0      |
| Totale carriera              | Totale carriera              | Totale carriera              | 220        | -326       |                 | 9               | -12             |                    | 3                  | -2                 |            | 5          | -9         | 237    | -349   |

### Cronologia presenze e reti in nazionale
| Cronologia completa delle presenze e delle reti in nazionale ― Stati Uniti | Cronologia completa delle presenze e delle reti in nazionale ― Stati Uniti | Cronologia completa delle presenze e delle reti in nazionale ― Stati Uniti | Cronologia completa delle presenze e delle reti in nazionale ― Stati Uniti | Cronologia completa delle presenze e delle reti in nazionale ― Stati Uniti | Cronologia completa delle presenze e delle reti in nazionale ― Stati Uniti | Cronologia completa delle presenze e delle reti in nazionale ― Stati Uniti | Cronologia completa delle presenze e delle reti in nazionale ― Stati Uniti |
| Data                                                                       | Città                                                                      | In casa                                                                    | Risultato                                                                  | Ospiti                                                                     | Competizione                                                               | Reti                                                                       | Note                                                                       |
| -------------------------------------------------------------------------- | -------------------------------------------------------------------------- | -------------------------------------------------------------------------- | -------------------------------------------------------------------------- | -------------------------------------------------------------------------- | -------------------------------------------------------------------------- | -------------------------------------------------------------------------- | -------------------------------------------------------------------------- |
| 5-2-2016                                                                   | Carson                                                                     | Stati Uniti                                                                | 1 – 0                                                                      | Canada                                                                     | Amichevole                                                                 | -                                                                          |                                                                            |
| 10-10-2016                                                                 | Washington                                                                 | Stati Uniti                                                                | 1 – 1                                                                      | Nuova Zelanda                                                              | Amichevole                                                                 | -1                                                                         | 46’                                                                        |
| 3-2-2017                                                                   | Chattanooga                                                                | Stati Uniti                                                                | 1 – 0                                                                      | Giamaica                                                                   | Amichevole                                                                 | -                                                                          | 46’                                                                        |
| Totale                                                                     |                                                                            | Presenze                                                                   | 3                                                                          |                                                                            | Reti                                                                       | -1                                                                         |                                                                            |

## Palmarès

### Club

#### Competizioni Nazionali
- MLS Supporters' Shield: 1

San Jose Earthquakes: 2012